# جرزی پادبروژنی
جرزی پادبروژنی (انگلیسی: Jerzy Podbrożny؛ زادهٔ ۱۶ دسامبر ۱۹۶۶) بازیکن سابق فوتبال اهل لهستان است. او یکی از بهترین گلزنان تاریخ فوتبال لهستان و سرمربی فعلی اورزلو کامپینوس است.
وی همچنین در تیم ملی فوتبال لهستان بازی کرده‌است.